# Pleurozium
Pleurozium (Fyrremos) er en slægt af mosser med kun en enkelt art.
| Danske arter |

- Trind Fyrremos Pleurozium schreberi